# Dmitrij Stiopuszkin
Dmitrij Fiodorowicz Stiopuszkin (ros. Дмитрий Фёдорович Стёпушкин; ur. 3 września 1975 w Woroneżu, zm. 30 czerwca 2022 w Moskwie) – rosyjski bobsleista, dwukrotny medalista mistrzostw świata.

## Kariera
Pierwszy sukces w karierze osiągnął w 2003 roku, kiedy wspólnie z Aleksandrem Zubkowem, Aleksiejem Sieliwierstowem i Siergiejem Gołubiewem wywalczył brązowy medal podczas mistrzostw świata w Lake Placid w czwórkach. W tym samym składzie Rosjanie wywalczyli także srebrny medal podczas mistrzostw świata w Calgary w 2005 roku. W 2002 roku wziął udział w igrzyskach olimpijskich w Salt Lake City, zajmując osiemnaste miejsce w dwójkach i ósme w czwórkach. Na igrzyskach w Turynie w 2006 roku rywalizację w czwórkach ukończył na dziewiątej pozycji. Brał także udział igrzyskach olimpijskich w Vancouver w 2010 roku, ponownie zajmując dziewiąte miejsce w czwórkach.